# Vivo Estás
Vivo Estás é um álbum de estúdio de Aline Barros em espanhol.
O disco foi gravado nos Estados Unidos durante os meses de janeiro e fevereiro de 2014, com a produção musical de Tom Brooks e co-produção de Tiago Costa. O álbum conta com versões de músicas consagradas na língua inglesa, a regravação de Sonda-me, Usa-me (um dos maiores sucessos de Aline), e a participação especial do cantor Israel Houghton na canção "Tu Presencia Es El Cielo". 
E existe uma versão em inglês desse álbum que é o Alive.
O disco foi lançado pela AB Records em parceria com a Sony Music Brasil.

## Faixas
| N.º            | Título                                                                             | Compositor(es)                                                                                 | Duração |  |
| 1.             | "Vivo Estás (Alive)"                                                               | Alexander Pappas/ Aodhan King/ Versão: Toni Romero/ Roberto Cano/ José Huergo/ Armando Sánchez | 4:36    |  |
| 2.             | "En Su Nombre (In Jesus Name)"                                                     | Darlene Zschech/ Israel Houghton/ Versão: Lucia Parker/ Ingrid Rosario/ Joel Hernández         | 5:30    |  |
| 3.             | "Me Rindo a Ti (Lay me Down)"                                                      | Matt Redman/ Chris Tomlin/ Jvson Ingram/ Jonas Myrin/ Versão: David Espindola                  | 5:34    |  |
| 4.             | "Tu Presencia Es El Cielo (Your Presence is Heaven to me) [feat. Israel Houghton]" | Israel Houghton/ Micah Massey/ Versão: desconhecido                                            | 6:32    |  |
| 5.             | "Danza para Cristo (God's Great Dance Floor)"                                      | Martin Smith/ Chris Tomlin/ Nick Herbert/ Versão: Oded Portela                                 | 4:15    |  |
| 6.             | "10.000 Razones" (10.000 Reasons) [Bless the Lord]"                                | Matt Redman/ Jonas Myrin/ Versão: desconhecido                                                 | 6:09    |  |
| 7.             | "Cantalo Hoy (Let it be Known)"                                                    | Tom Smith/ Nick herbert/ Tim Hughes/ Versão: desconhecido                                      | 3:26    |  |
| 8.             | "Úsame (Sonda-me, Usa-me)"                                                         | Aline Barros/ Edson Feitosa/ Ana Feitosa/ Versão: Tiago Costa                                  | 5:40    |  |
| 9.             | "Inmensa Gracia (This is Amazing Grace)"                                           | Phil Wickham/ Josh Farro/ Jeremy Riddle/ Versão: desconhecido                                  | 4:57    |  |
| 10.            | "Tu Gran Nombre (Your Great Name)"                                                 | Krissy Nordhoff/ Michael Neale/ Versão: desconhecido                                           | 6:15    |  |
| Duração total: | Duração total:                                                                     | Duração total:                                                                                 | 53:44   |  |